# 溫莎鎮區 (費耶特縣)
温莎鎮區（Windsor Township），美国艾奥瓦州费耶特县的一个鎮區，总面积93.92平方公里，总人口776（2010年美国人口普查）。